# Маріяш Олег Петрович
Оле́г Петро́вич Маріяш — солдат Збройних сил України, учасник російсько-українсько-української війни.

## Нагороди
За особисту мужність і героїзм, виявлені у захисті державного суверенітету та територіальної цілісності України, вірність військовій присязі під час російсько-української війни
- нагороджений орденом «За мужність» III ступеня (26.2.2015).